# Alejandro Poiré
Alejandro Alfonso Poiré Romero (Mexico-Stad, januari 15, 1971) is een Mexicaans politicus van de Nationale Actiepartij (PAN). Hij was van 17 november 2011 tot 1 december 2012 minister van binnenlandse zaken tijdens de regering-Calderón.
Poiré studeerde politicologie aan het Autonoom Technologisch Instituut van Mexico (ITAM) en behaalde vervolgens een doctoraat aan de Harvard-universiteit. Hij heeft gedoceerd aan de ITAM en aan verschillende Amerikaanse universiteiten. In 2010 werd hij woordvoerder van het kabinet van president Felipe Calderón en een jaar later bovendien directeur van het Nationaal Inlichtingen- en Veiligheidscentrum (CISEN). Poiré werd als woordvoerder veiligheid in korte tijd een van de zichtbaarste leden van Calderóns kabinet en verdedigde in de media de strategie van de regering in de Mexicaanse drugsoorlog.
Na het overlijden van Francisco Blake Mora bij een helikopterongeluk werd hij op 17 november 2011 benoemd tot minister van binnenlandse zaken.